# Pyrrhogyra amphiro
Pyrrhogyra amphiro är en fjärilsart som beskrevs av Bates 1865. Pyrrhogyra amphiro ingår i släktet Pyrrhogyra och familjen praktfjärilar. Inga underarter finns listade.

## Bildgalleri

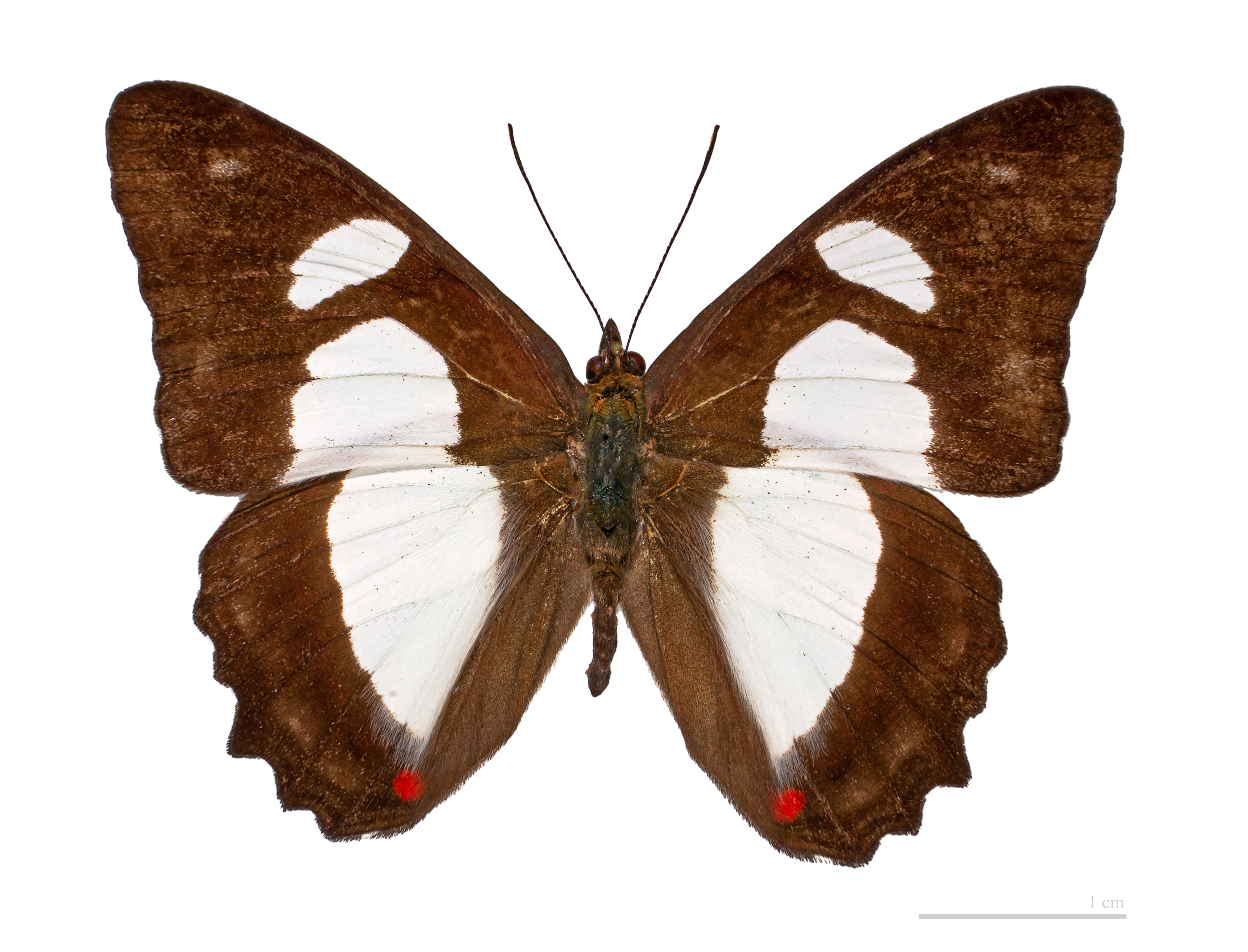
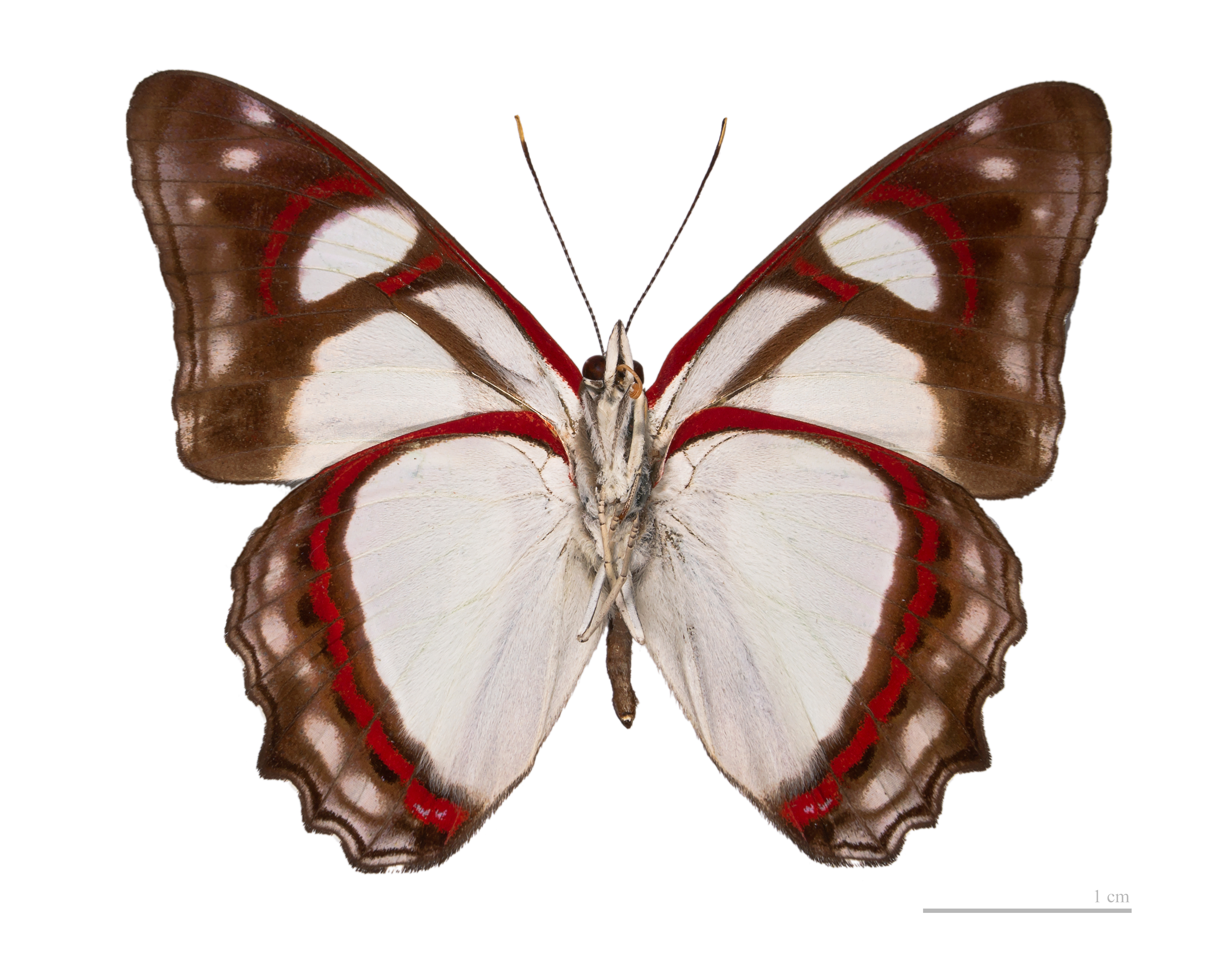
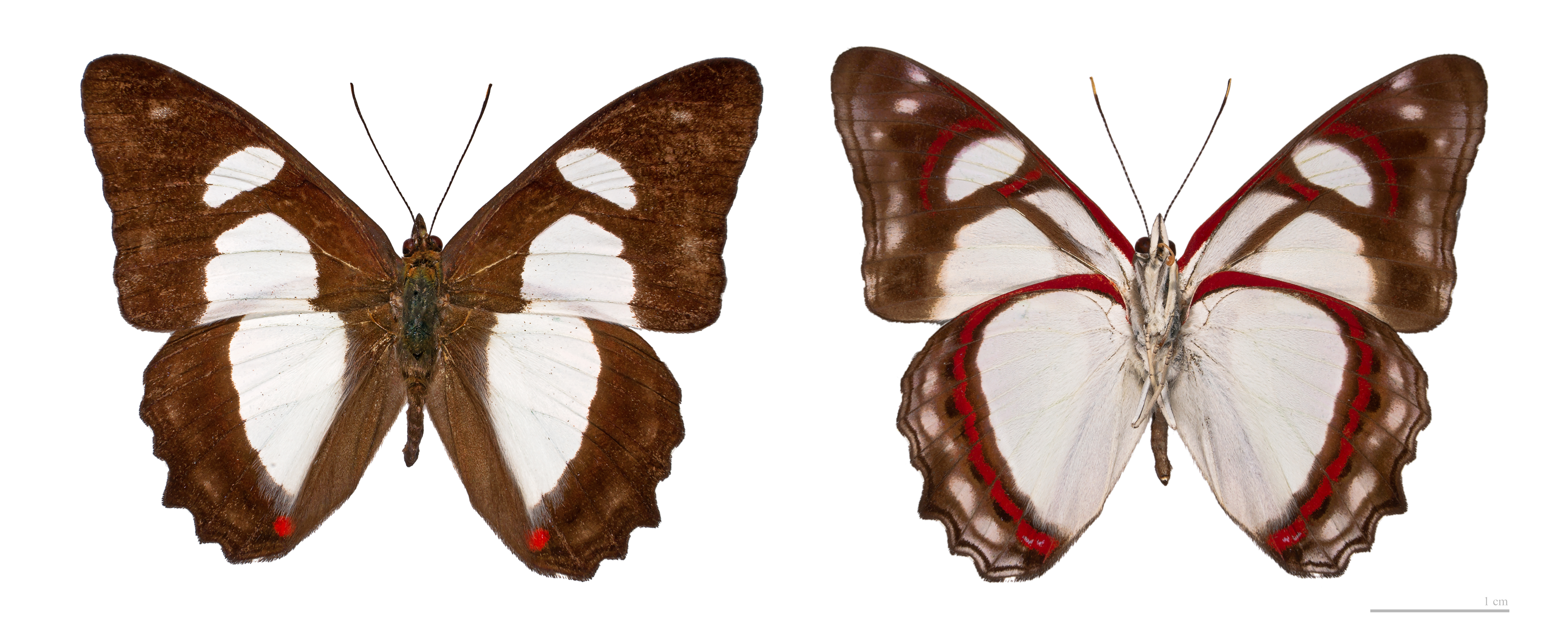